# GE Money
GE Capital (früher GE Money) ist der Finanzdienstleister des US-amerikanischen Konzerns General Electric.
GE Capital gehört zur Sparte GE Consumer Finance und hat über 130 Millionen Kunden in über 55 Ländern mit über 150.000 Geschäftsstellen weltweit. Die Bilanzsumme 2005 betrug über 163 Milliarden US-Dollar bzw. 129 Milliarden Euro.
In der Schweiz war bis 2013 die GE Money Bank aktiv, sie firmiert dort aber seit dem Börsengang als Cembra Money Bank. Die deutschen und österreichischen Ableger wurden zum 1. Juli 2009 auf die Santander Consumer Bank (Deutschland) bzw. Santander Consumer Bank (Österreich) der Santander Consumer Finance verschmolzen. Sitz der deutschen GE Money Bank GmbH war Hannover.